# Guanako
Guanakoen (Lama guanicoe) er et dyr, som tilhører familien kameldyr og lever i Andes i Sydamerika.
Dyret når en mankehøjde mellem 100 og 120 centimeter og vejer omkring 90 kg. I modsætning til den domesticerede variant, lamaen, varierer guanakoernes pelsfarver ikke særlig meget; farven kan være lysbrun til kanelbrun og skyggeagtig til hvid på bugen. Hovedet er gråt, og ørerne er små og lige.

## Eksterne links
- Wikimedia Commons har flere filer relateret til Guanako